# Narodni park Altyn-Emel
Narodni park Altyn-Emel (kazaško Алтынемел саябағы, Altynemel saiabağy; rusko: Алтын-Эмель национальный парк, Altyn-Emel' nacional'nyj park) je narodni park v Kazahstanu. Nastal je leta 1996. Park pokriva približno 4600 km² med reko Ili in gorovjem Ak-Tau, blizu jezera Kapčagai, sestavljen pa je večinoma iz puščave in skalnatega terena.

## Lastnosti
Narodni park Altyn-Emel je v dolini reke Ili. Obsega različne pokrajine, vključno s peščeno puščavo, gorami in rastlinstvom. Park je bil ustanovljen 10. aprila 1996 z namenom ohranitve kompleksa naravnega parka ter arheoloških in zgodovinskih spomenikov. To je največji rezervat v Kazahstanu.
Sestavljen je iz dveh glavnih delov: planote, ki meji na desni breg reke Ili in gore, ter pogorja Džungarski Alatau in makropobočja verige Altyn-Emel. Na planoti so tudi majhne otoške gorske verige. Na ozemlju parka so ugotovljene karbonske usedline (stare 300 milijonov let), ki jih predstavljajo predvsem vulkaniti, permske in karbonske usedline, najstarejše usedline pa so silurske. Gore v parku so večinoma sestavljene iz paleozojskih kamnin, starih od 200 do 400 milijonov let.
Grobne gomile Bessatir, ki je znotraj parka, je zgodovinski spomenik Sakov. Grobne gomile segajo v železno dobo (7.-6. st. pr. n. št.), zgradili pa so jih nomadi srednjeazijskih step. Predmeti, najdeni v grobnih gomilah, vključujejo pozlačene okrasje, zlate okraske in posodo, orožje in oklepe.
Druga pomembna značilnost območja so gore Aktau, imenovane tudi 'lunarne gore' zaradi svojih posebnih barv.
Maja 2021 je kazahstansko ministrstvo za ekologijo, geologijo in naravne vire objavilo, da se bo turizem v regiji narodnega parka Altyn-Emel razvijal s poudarkom na zgodovinski dediščini in ekoturizmu.
Leta 2021 je Kazahstansko društvo National Geographic objavilo, da bodo na območju Altyn-Emel v bližnji prihodnosti postavljeni eko-stranišča, paviljoni, senčne strehe, pitniki in dodatne opazovalne ploščadi.

## Pojoče sipine
Pojoče sipine so 300 kilometrov od Almatija. Območje se imenuje pojoče sipine zaradi ropotajočega zvoka, ki ga oddaja pesek. Sipina Singing barhan je dolga 1,5 km in visoka 120 m. Barhan ima obliko polmeseca. Ko piha veter z zahoda in raznaša pesek, se lahko sliši, kot da igrajo orgle. Vzrok tega pojava je še vedno skrivnost, vendar znanstveniki teoretizirajo, da se v vročem suhem vremenu pesek zaradi trenja naelektri in ustvari določeno zvočno vibracijo.

## Podnebje in ekoregija
Podnebje Altyn-Emel je vlažno celinsko podnebje, toplo poletje (Köppnova podnebna klasifikacija Dfb). Za to podnebje so značilne velike sezonske temperaturne razlike in toplo poletje (vsaj štirje meseci s povprečno temperaturo nad 10 °C, vendar noben mesec s povprečno temperaturo nad 22 °C. Park je v sušni stepski ekoregiji vznožja Tjanšan.

## Rastlinstvo in živalstvo
Park je namenjen ohranjanju redkih in ogroženih rastlinskih in živalskih vrst. Rastlinstvo parka vključuje 1800 rastlinskih vrst, vključno s 69 redkimi vrstami. Tudi 56 živalskih vrst v parku velja za redke, tudi argali, mongolski divji osel (Equus hemionus hemionus - dziggetai) in golšava gazela (Gazella subgutturosa). Če ne štejemo žuželk in rib, v Altyn-Emelu živi vsaj 260 različnih živali. Obstajajo ogrožene dvoživke, vključno s sibirsko krastačo, ter redke in ogrožene ptice, vključno črna štorklja in kraljevi orel. Od 78 vrst sesalcev jih je 11 zabeleženih v Rdeči knjigi Kazahstana, vključno kuna belica, evropski dihur, vidra, manul (divja mačka), divji osel, gazel, argal, azijski netopir (Barbastella darjelingensis), bakrijski jelen (Cervus hanglu bactrianus), ris in tjenšanski rjavi medved. V parku živita tudi konja turkmenski kulan (Equus hemionus kulan) in Przewalski. Med rastlinami je treba omeniti starodavni beli in črni Haloxylon, majhne nasade gabra (kavkaški tip) in jablane Malus sieversii.

## Oaza Kosbastau
Oaza Kosbastau, sestavljena iz gozdička dreves s toplim izvirom radona, je v ravnini med gorovjem Ulken-Kalkan na zahodu in gorovjem Katitau na vzhodu. V bližini lovskega kordona raste naravni spomenik - 700 let stara vrba. Natančno starost drevesa so ugotovili ob pregledu debla, debelih vej in korenin. Vrbo so odkrili med geološkimi deli leta 1960. Spomenik je na seznamu posebej zavarovanih naravnih območij s statusom naravovarstvene in znanstvene ustanove, pod oskrbo uprave narodnega parka Altyn-Emel.